# Christa Stubnick
Christa Stubnick, född 12 december 1933 i Gardelegen, död 13 maj 2021 i Borken var en tysk friidrottare.
Stubnick blev olympisk silvermedaljör på 100 och 200 meter vid sommarspelen 1956 i Melbourne.